# VANDALISM/SILLY PARADE
「VANDALISM/SILLY PARADE」（ヴァンダリズム/シリー・パレード）は、日本のバンド、ストレイテナーの13枚目のシングル。2011年4月13日発売。発売元はEMIミュージック・ジャパン。

## 概要
- 前作から丁度1年3ヶ月ぶりとなるシングルで、「CLONE/DONKEY BOOGIE DODO」以来3枚目の両A面シングルとなった。
- 本来は4月6日に発売される予定だったが、東北地方太平洋沖地震での製造工場の被害や復旧の状況もあり、リリース日が1週間延期となった。
- 両A面の1曲目である「VANDALISM」の別バージョンが1曲目、原曲が3曲目に入るという変則的な順番になっている。
- 「VANDALISM -Prototype-」を含め、収録された3曲全てにPVが製作されている。「VANDALISM」、「SILLY PARADE」のPVは『STOUT』の発売日に撮影された。
- 初回限定盤には「VANDALISM」と「SILLY PARADE」のPVに、アルバム『STOUT』の発売日当日にUSTREAMで行われた【USTREAM LIVE "STUDIO STOUT"】より、「VANISH」と「BERSERKER TUNE」のライブ映像の入ったDVDが付いている。初回封入特典として、ワンマンライブ｢VIVA LA VANDALISM｣チケット・応募抽選券封入。

## 収録曲

### CD
1. VANDALISM -Prototype-
作詞・作曲：ホリエアツシ、編曲：ストレイテナー
「VANDALISM」にサウンドメイキングが施された別バージョン。
アルバム『STRAIGHTENER』にはこのバージョンが収録されている。
2. SILLY PARADE
作詞：ホリエアツシ、作曲：ホリエアツシ・大山純、編曲：ストレイテナー
3. VANDALISM
作詞・作曲：ホリエアツシ、編曲：ストレイテナー
主にライブで披露されているバージョンであるが、アルバムには未収録となっている。
4. VANDALISM -instrumental-
5. SILLY PARADE -instrumental-

### DVD
1. VANDALISM (EXTRA VIDEO CLIP)
2. SILLY PARADE (EXTRA VIDEO CLIP)
3. VANISH (STUDIO STOUT)
4. BERSERKER TUNE (STUDIO STOUT)

## 収録アルバム
1. VANDALISM -Prototype-
『STRAIGHTENER』
2. SILLY PARADE
『STRAIGHTENER』